# HD 102888
HD 102888，又名CD-26 8807，SAO 180232、HR 4542，是一颗恒星，视星等为6.48，位于銀經286.67，銀緯33.67，其B1900.0坐标为赤經11h 45m 33.9s，赤緯-26° 33.67′ 19″。